# اچ‌آر ۶۹۰۲
اچ‌آر ۶۹۰۲ یک ستاره است که در صورت فلکی مارافسای قرار دارد.